# Tapinotorquis
Tapinotorquis Dupérré & Paquin, 2007 è un genere di ragni appartenente alla famiglia Linyphiidae.

## Distribuzione
L'unica specie oggi attribuita a questo genere è stata reperita nel Canada e negli USA.

## Tassonomia
A giugno 2012, si compone di una specie:
- Tapinotorquis yamaskensis Dupérré & Paquin, 2007[3] — USA, Canada